# Donbettyr
Donbettyr est le dieu de l'eau et de la mer de la mythologie ossète, ; il protège les poissons et les pêcheurs. Il est le père de nombreuses filles dont Dzerassa. On le représente comme un homme tenant à la main une chaîne dont il se sert pour faire périr les nageurs imprudents.